# Mickey Cochrane
Pour les articles homonymes, voir Cochrane.
Gordon Stanley « Mickey » Cochrane (6 avril 1903 - 28 juin 1962) était un joueur professionnel et manager américain de baseball. Il a joué en Major League Baseball comme receveur pour les Athletics de Philadelphie et les Tigers de Detroit. Cochrane est considéré comme l'un des meilleurs receveurs de l'histoire du baseball. Il a été élu au Temple de la renommée du baseball en 1947,,.

## Biographie

### Athletics de Philadelphie

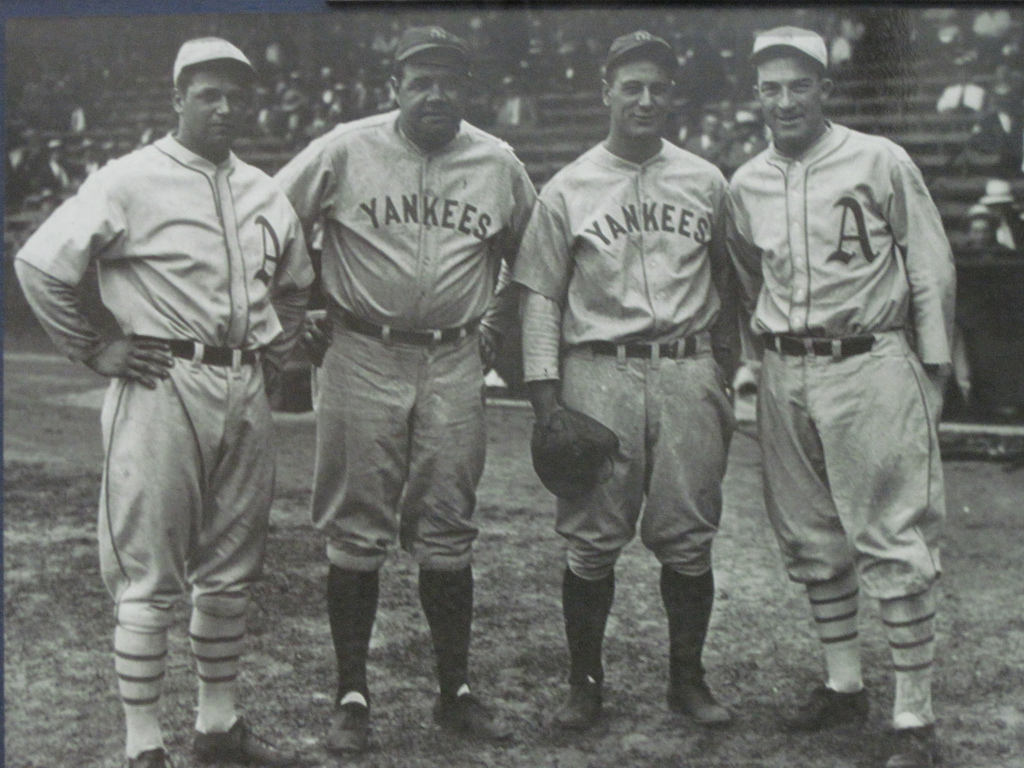
Mickey Cochrane (à droite), avec Jimmie Foxx, Babe Ruth et Lou Gehrig.

Cochrane est né à Bridgewater dans le Massachusetts. Fils de John Cochrane, immigrant nord-irlandais et Sadie Campbell, immigrante écossaise, il est connu comme « Black Mike » pour son caractère de compétiteur,. Il effectue ses études à l'Université de Boston où il évolue dans cinq équipes sportives et excelle en football américain et au baseball.
Bien qu'il se considère meilleur au football américain qu'au baseball, il opte pour le baseball qui est plus professionnel à l'époque, et signe avec les Beavers de Portland dans la ligue de la côte du Pacifique en 1924.
Après juste une saison en ligue mineure, Cochrane est promu en Ligue Majeure. Il fait ses débuts avec les Athletics de Philadelphie le 14 avril 1925 à l'âge de 22 ans. Il a un impact immédiat sur la franchise et devient le recevoir titulaire de Connie Mack en remplacement de Cy Perkins, l'un des meilleurs receveurs de la ligue. 
Frappeur gaucher, il court assez bien pour que le manager Mack lui place occasionnellement comme premier frappeur. Il est le plus souvent placé en troisième frappeur. Son rôle est d'atteindre une base pour que les frappeurs Al Simmons et Jimmie Foxx le fasse marquer des points. En mai, il égale le record de la ligue en réalisant trois coups de circuit dans le même match. Il termine sa saison de débutant avec une moyenne au bâton de 0,331 et contribue à la deuxième place des Athletics.
Au début de la saison 1926, Cochrane est considéré comme le meilleur receveur de la Ligue Majeure. Il obtient le titre de meilleur joueur de la Ligue Américaine en 1928, principalement pour ses qualités de meneur dans le vestiaire et ses qualités défensives. Il mène également l'Americain League en termes de retraits et frappe avec une moyenne de 0,293 avec dix coups de circuit et 58 points produits,. Il est un membre clef des séries victorieuses amenant les Athletics de Philadelphie à trois World Series de suite en 1929, 1930 et 1931 et il frappe respectivement à des moyennes de 0,331, 0,357 et 0,349 au bâton,.
Il joue lors des trois World Series, gagnant les deux premiers, et désigné comme responsable de la défaite en 1931 contre les Cardinals de Saint Louis menés par Pepper Martin qui a volé huit bases. Ce blame va hanter Cochrane pour le reste de sa vie.

### Tigers de Détroit

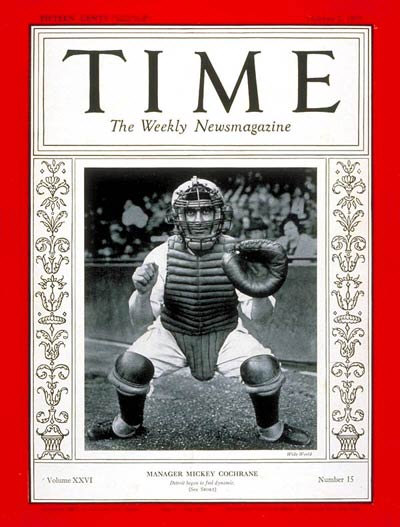
Mickey Cochrane en couverture du Time Magazine en 1935.

En 1934, Connie Mack commence à détruire sa dynastie à cause de problèmes financiers et vend Mickey Cochrane aux Tigers de Détroit qui lui donne le rôle de joueur-manager. Il poursuit à construire sa réputation de meneur d'équipe dans l'effectif des Tigers. Son caractère de compétiteur mène Détroit, qui était habitué à finir aux quatrième et cinquième places, à remporter la Ligue américaine en 1934, leur premier titre en 25 ans,,. Il remporte le titre de meilleur joueur de la Ligue Majeure devant Lou Gehrig,. Il continue en menant l'équipe à un nouveau titre de champion de la Ligue Américaine en 1935 et à une victoire aux World Series face aux Cubs de Chicago. En partie à cause de sa nature engoissée, il souffre d'une dépression nerveuse durant la saison 1936.
La carrière sportive de Cochrane connait une fin brutale le 25 mai 1937 lorsqu'il est frappé à la tête par le lancer du lanceur des Yankees de New York Bump Hadley. Hospitalisé pendant sept jours, la blessure a failli le tuer. Son accident a généré une demande pour des casques protecteurs pour les receveurs. Non autorisé à jouer à nouveau par les médecins alors qu'il a juste 34 ans, il continue comme manager des Tigers. Il est remplacé au milieu de la saison 1938. 
Malgré sa blessure à la tête, Cochrane sert l'armée américaine pendant la Deuxième Guerre mondiale, comme Bill Dickey des Yankees et Yogi Berra, eux aussi dans les meilleurs receveurs de l'histoire. Grand fumeur, Cochrane meurt en 1962 à seulement 59 ans à Lake Forest d'un lymphome.

## Palmarès
Deux fois sélectionné au Match des étoiles de la Ligue majeure de baseball en 1934 et 1935, Mickey Cochrane a remporté les Séries Mondiales à trois reprises en 1929, 1930 et 1935. Receveur reconnu pour ses talents sur le terrain et dans le vestiaires, il est consacré deux fois meilleur joueur de la Ligue américaine en 1928 et 1934.

## Statistiques

### Joueur
Cochrane a terminé sa carrière avec une moyenne au bâton de 0,320 en frappant 119 coups de circuits en 13 années de carrière. Sa moyenne au bâton reste la meilleure performance pour un receveur jusqu'à Joe Mauer qui le surpasse en 2009. Son pourcentage de 0,419 à la base le place dans les meilleurs joueurs de l'histoire du baseball et le meilleur receveur de tous les temps,. En 1932, il devient le premier receveur de Ligue Majeure à marquer 100 points et à produire 100 points dans la même saison. Il réussit deux fois un cycle dans sa carrière le 22 juillet 1932 puis le 2 août 1933 avec les Athletics de Philadelphie,. Dans ses 11 premières années dans la Ligue, il joue au moins 110 matchs par saison. Il mène six fois le classement des receveurs de la Ligue AméricAIne en nombre de retraits et deux fois en termes de double jeu et d'assistances,.
En 1947, il devient le troisième receveur à entrer au Temple de la renommée du baseball après Roger Bresnahan et Buck Ewing,. Longtemps après qu'il a quitté Philadelphie pour Kansas City en 1954 sans que son numéro 2 soit retiré par les Phillies de Philadelphie, la franchise l'honore en l'élisant au Philadelphia Baseball Wall of Fame du Veterans Stadium. Les plaques des Athletics ont depuis été déplacée au Musée des Athletics de Philadelphie à Hatboro, Pennsylvanie. Les Tigers l'ont honoré en renommant National Avenue (la rue derrière la tribune de la troisième base de l'ancien Tiger Stadium) Cochrane Avenue, mais ils n'ont jamais retiré le numéro 3 qu'il a porté pour eux.
En 1999, il est classé 65e du classement des meilleurs joueurs de tous les temps de The Sporting News, et est nommé pour l'équipe type du siècle de la MLB,. Le joueur des Yankees élu au Temple de la Renommée Mickey Mantle a été prénommé Mickey en hommage à Cochrane,

### Manager
En tant que manager, Cochrane a un bilan positif de 348 victoires pour 250 défaites soit un taux de victoires de 58,2%.